# Jeffersonville (Indiana)
Jeffersonville is een plaats (city) in de Amerikaanse staat Indiana, en valt bestuurlijk gezien onder Clark County.

## Demografie
Bij de volkstelling in 2000 werd het aantal inwoners vastgesteld op 27.362.
In 2006 is het aantal inwoners door het United States Census Bureau geschat op 29.220, een stijging van 1858 (6,8%).

## Geografie
Volgens het United States Census Bureau beslaat de plaats een oppervlakte van
35,2 km², geheel bestaande uit land. Jeffersonville ligt op ongeveer 135 m boven zeeniveau.

## Plaatsen in de nabije omgeving
De onderstaande figuur toont nabijgelegen plaatsen in een straal van 8 km rond Jeffersonville.